# Carl Duncker
Leopold August Emil Carl Duncker (* 1808 in Königsberg, Ostpreußen; † 27. Oktober 1868 in Berlin) war ein deutscher Historien- und Porträtmaler.

## Leben

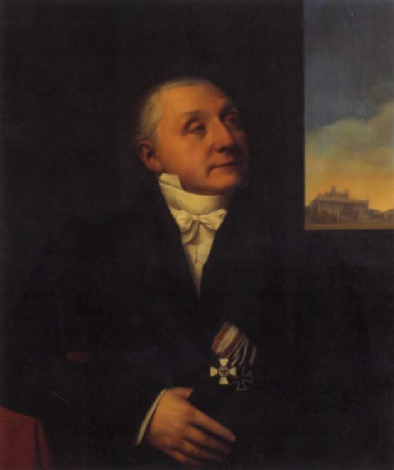
Johann Friedrich Leopold Duncker, der Vater des Malers

Carl Duncker war der Sohn des Geheimen Ober-Regierungsrates Johann Friedrich Leopold Duncker.
Duncker studierte zunächst im Atelier von Wilhelm Schadow in Berlin. Als dieser 1826 nach Düsseldorf berufen wurde, wechselte er in das Atelier von Karl Wilhelm Wach. Seinem Meister Schadow folgte er später nach Düsseldorf, wo er bis zur Mitte der 1830er Jahre lebte. Wie sein Kommilitone, der Maler Joseph Wilms, war Carl Duncker gehörlos. 1834 war Duncker Schüler der Meisterklasse Schadows an der Kunstakademie Düsseldorf. Um 1838 hielt er sich in Rom auf, später ließ er sich in Berlin nieder.
Duncker debütierte 1826 auf der Ausstellung der Berliner Akademie, wo er zwischen 1832 und 1840 regelmäßig vertreten war. 1829 errang er auf der Berliner Akademie-Ausstellung den 1. Preis und wurde mit einer Medaille ausgezeichnet. 1841/42 stellte er auch in der Royal Academy of Arts in London aus.
Er heiratete am 2. Januar 1839 die Engländerin Chatrina Marie (* 1806; † 8. Dezember 1847 in Exeter, Devon), geb. Lardner, aus Düsseldorf, Tochter des dort lebenden Rentners aus Exminster  in der Grafschaft Devon, James Lardner, und der Harriet Lardner, geb. Barretsy. Die Hochzeit fand im Königsmarckschen Palais in der Mauerstraße 36 statt. Eine Tochter des Ehepaars, Leona Chatrina (um 1845–1912), heiratete am 5. Januar 1866 in Exeter Lascelles Martin Denys Esq.
Carl Duncker verstarb am 27. Oktober 1868 nach langem Leiden in der Berliner Lindenstraße Nr. 101.